# Amoncourt
Amoncourt este o comună franceză situată în departamentul Haute-Saône, în regiunea culturală și istorică Franche-Comté și în regiunea administrativă Burgundia-Franche-Comté.

## Geografie

### Comune limitrofe
| Conflandey     |                  |                      |
|                |                  | Fleurey-lès-Faverney |
| Chaux-lès-Port | Villers-sur-Port |                      |

### Clima
În 2010, climatul comunei este de tip climat semicontinental, conform unui studiu al Centrului Național de Cercetare Științifică bazat pe o serie de date din perioada 1971-2000. În 2020, Météo-France publică o tipologie a climei din Franța metropolitană în care comuna se află într-un climat semi-continental și este în regiunea climatică Lorraine, plateau de Langres, Morvan, caracterizată de ierni aspre (1,5 °C), vânturi moderate și cețuri frecvente în toamnă și iarnă.
Pentru perioada 1971-2000, temperatura medie anuală este de 10,1 °C, cu o amplitudine termică anuală de 17,2 °C. Cumulul anual mediu de precipitații este de 1002 mm, cu 12,9 zile de precipitații în ianuarie și 9,6 zile în iulie. Pentru perioada 1991-2020, temperatura medie anuală observată la stația meteorologică Météo-France cea mai apropiată, „Montureux-lès-Baulay”, situată în comuna Montureux-lès-Baulay la 11 km în linie dreaptă, este de 10,9 °C și cumulul anual mediu de precipitații este de 907,3 mm. Temperatura maximă înregistrată la această stație este de 40,8 °C, atinsă pe 25 iulie 2019; temperatura minimă este de −25 °C, atinsă pe 26 februarie 1986.
Parametrii climatici ai comunei au fost estimați pentru mijlocul secolului (2041-2070) conform diferitelor scenarii de emisie de gaze cu efect de seră, bazate pe noile proiecții climatice de referință DRIAS-2020. Aceștia pot fi consultați pe un site dedicat publicat de Météo-France în noiembrie 2022.

## Urbanism

### Tipologie
Port-sur-Saône este o comună rurală, deoarece face parte din comunele puțin sau foarte puțin dense, conform grilei comunale de densitate a INSEE (Institutul Național de Statistică și Studii Economice).
De asemenea, comuna face parte din zona metropolitană a orașului Vesoul, fiind una dintre comunele din zona periferică. Această zonă, care cuprinde 158 de comune, este încadrată în categoria zonelor cu 50.000 până la mai puțin de 200.000 de locuitori.

### Utilizarea terenului
Ocuparea terenurilor în comună, așa cum rezultă din baza de date europeană privind ocuparea biogeografică a solurilor Corine Land Cover (CLC), este marcată de importanța teritoriilor agricole (48,4% în 2018), totuși în scădere față de 1990 (54,8%). Distribuția detaliată în 2018 este următoarea: păduri (38,6%), pajiști (24,3%), zone agricole eterogene (20%), zone urbanizate (7,3%), ape continentale (5,8%), terenuri arabile (4,1%). Evoluția ocupării terenurilor în comună și a infrastructurilor sale poate fi observată pe diferitele reprezentări cartografice ale teritoriului: harta Cassini (secolul XVIII), harta de stat-major (1820-1866) și hărțile sau fotografiile aeriene ale IGN pentru perioada actuală (1950 până în prezent).

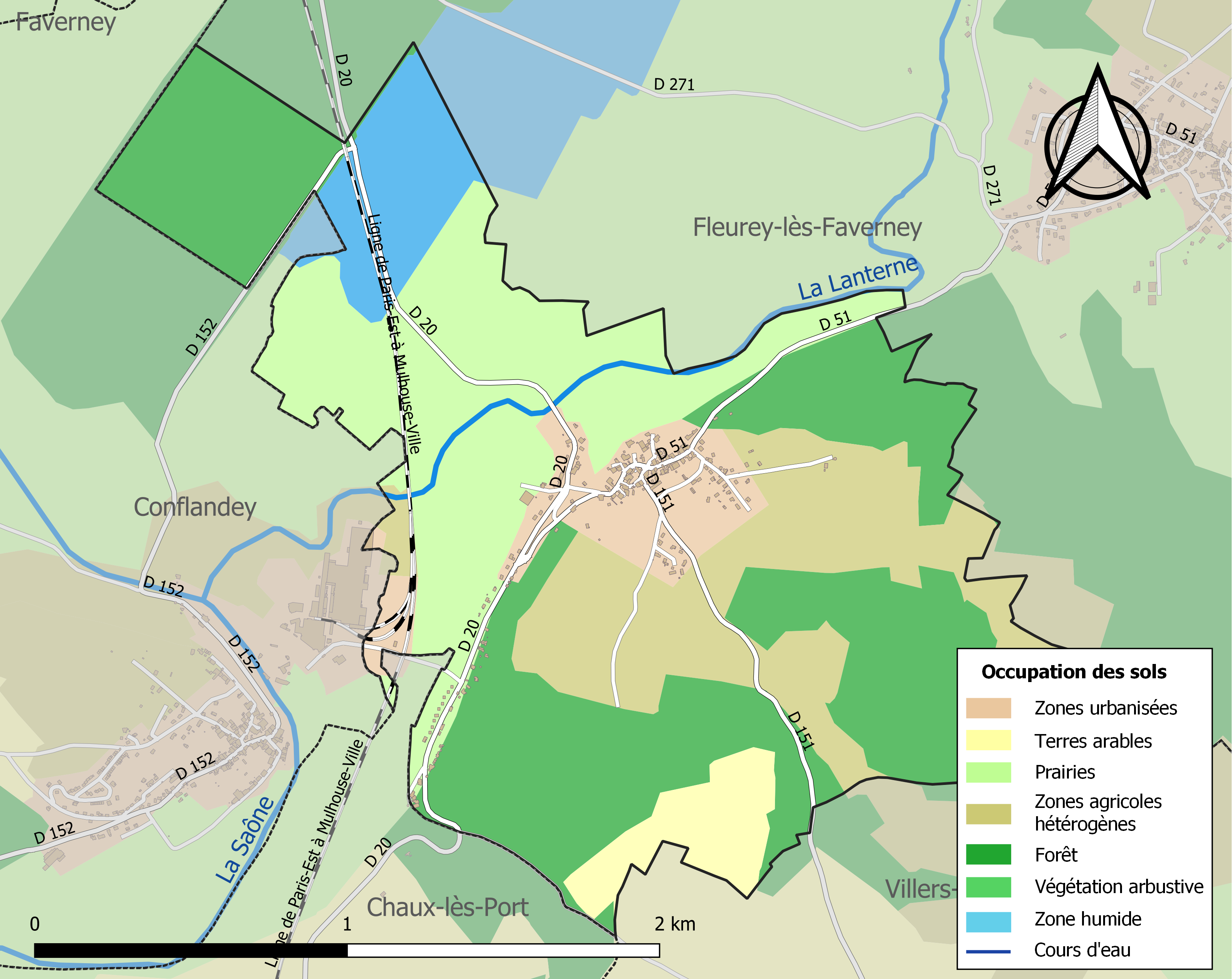
Harta infrastructurii și utilizării terenului a comunei în 2018 (CLC).

## Istorie
Începând cu anul 1330, se cunosc mai bine detalii despre familia d'Amoncourt; astfel, în 1414, Jacquot a fost unul dintre gentilomii care au participat cu succes la asediul Arras împreună cu Ioan cel Neînfricat. În 1582, Charlotte de Clermont, văduva lui Claude d'Amoncourt, este una dintre Doamnele Caterinei de Medici.
Apa potabilă a fost introdusă în sat în 1964.

## Politică și administrație

### Legături administrative și electorale
Vauchoux face parte din Arondismentul Vesoul al departamentului Haute-Saône, în regiunea Burgundia-Franche-Comté. Pentru alegerea deputaților, Vauchoux depinde de prima circumscripție a departamentului Haute-Saône.
Comuna face parte din 1801 din cantonul Port-sur-Saône. În cadrul reorganizării cantonale din 2014 din Franța, teritoriul acestui canton s-a extins, crescând de la 17 la 46 de comune.

### Intercomunalitate
Comuna a fost membră a comunității de comune Saône Jolie, creată în 1992.
Articolul 35 din legea nr. 2010-1563 din 16 decembrie 2010 „de reformă a colectivităților teritoriale” prevede finalizarea și raționalizarea dispozitivului intercomunal în Franța, și anume integrarea aproape a tuturor comunelor franceze în EPCI (Etablissement Public de Coopération Intercommunale) cu fiscalitate proprie, a căror populație să fie în mod normal mai mare de 5.000 de locuitori. Astfel, comunitățile de comune:
- Comunitatea de Comune Agir ensemble[22]
- Comunitatea de Comune Saône Jolie
- Comunitatea de Comune Six Villages[23]

și comunele izolate Bourguignon-lès-Conflans, Breurey-lès-Faverney și Vilory au fost reunite pentru a forma, la 1 ianuarie 2014, comunitatea de comune Terres de Saône, din care face parte acum și comuna Vauchoux.

## Date demografice
În 2021, Amoncourt avea 267 de locuitori. Începând cu secolul XXI, recensămintele reale pentru comunele cu mai puțin de 10.000 de locuitori au loc o dată la cinci ani. Celelalte „recensăminte” sunt estimări.
| An        | 1793 | 1821 | 1841 | 1856 | 1872 | 1886 | 1901 | 1921 | 1936 | 1962 | 1982 | 2006 | 2013 | 2021 |
| --------- | ---- | ---- | ---- | ---- | ---- | ---- | ---- | ---- | ---- | ---- | ---- | ---- | ---- | ---- |
| Populație | 300  | 315  | 310  | 311  | 260  | 320  | 284  | 265  | 310  | 400  | 288  | 313  | 310  | 267  |

## Economie
Amoncourt găzduiește compania de metalurgie, Conflandey Industries, o filială creată de grupul german Saarstahl, care angajează aproximativ 300 de salariați. Compania produce sârmă de oțel pentru diverse domenii, cum ar fi sârmele pentru capse, sârmele pentru automobile sau sârmele pentru cabluri.